# Les Croisades
Pour les articles homonymes, voir Croisade (homonymie).
Pour plus de détails, voir Fiche technique et Distribution.
Les Croisades (The Crusades) est un film américain réalisé par Cecil B. DeMille, sorti en 1935.

## Synopsis
Les péripéties sont un mélange de plusieurs époques, la première croisade pour le rôle de Pierre l'Ermite qui prêche la croisade à travers l'Europe et la troisième croisade avec la participation de Philippe-Auguste et de Richard Cœur de Lion. L'intrigue tourne autour du mariage promis par Richard à Adélaïde de France, la demi-sœur de Philippe, serment non tenu à cause de son mariage ultérieur avec Bérengère de Navarre. Les considérations politiques de l'époque sont simplifiées à l’extrême au profit de scènes de batailles spectaculaires et d'épisodes romanesques invraisemblables.[Interprétation personnelle ?]

## Fiche technique
- Titre : Les Croisades
- Titre original : The Crusades
- Réalisation : Cecil B. DeMille
- Scénario : Harold Lamb, Waldemar Young et Dudley Nichols
- Production : Cecil B. DeMille et Henry Herzbrun (non crédité)
- Société de production et de distribution : Paramount Pictures
- Musique : Rudolph G. Kopp, Herman Hand, W. Franke Harling, Friedrich Hollaender, John Leipold, Milan Roder et Heinz Roemheld
- Photographie : Victor Milner, assisté de William C. Mellor (cadreur, non crédité), Russell Harlan (premier assistant opérateur, non crédité) et Lloyd Ahern (deuxième assistant opérateur, non crédité)
- Montage : Anne Bauchens (non créditée)
- Direction artistique : Roland Anderson (non crédité)
- Costumes : Travis Banton
- Effets visuels : Gordon Jennings et Dewey Wrigley (non crédité)
- Pays de production :  États-Unis
- Format : Noir et blanc - Son : Mono (Western Electric Noiseless Recording)
- Genre : Aventure, drame, historique et guerre
- Durée : 125 minutes
- Dates de sortie : 
  - Royaume-Uni : 21 août 1935 (première mondiale à Londres)
  - États-Unis : 21 août 1935 (première à New York), 25 octobre 1935 (sortie nationale)
  - France : 18 octobre 1935

## Distribution

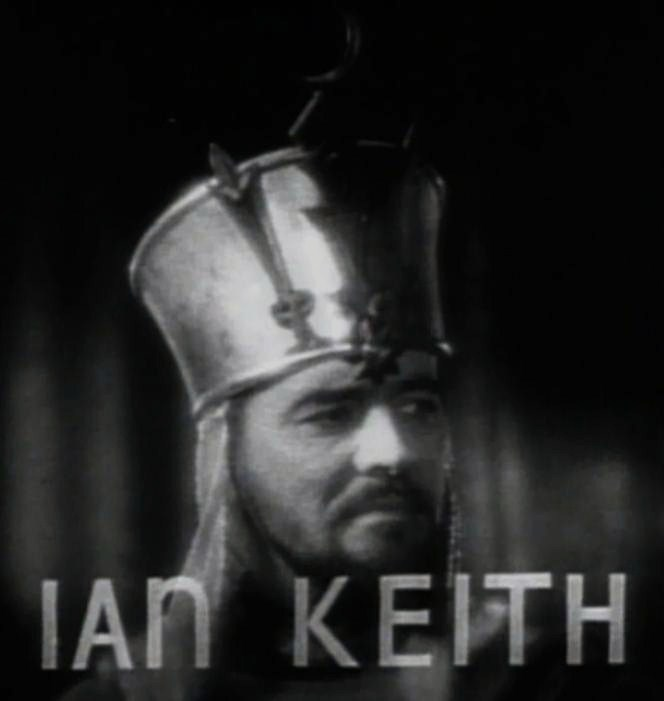
Ian Keith.

- Loretta Young : Bérangère de Navarre
- Henry Wilcoxon : Richard Cœur de Lion
- Ian Keith : Saladin
- Charles Aubrey Smith : L'ermite
- Katherine DeMille : Princesse Alice de France
- Joseph Schildkraut : Conrad de Montferrat
- Alan Hale : Blondel, le troubadour
- C. Henry Gordon : Philippe II de France
- George Barbier : Sanche VI de Navarre
- Montagu Love : Le forgeron
- Lumsden Hare : Comte Robert de Leicester
- William Farnum : Hugo, duc de Bourgogne
- Pedro de Cordoba : Karakush
- Mischa Auer : Le moine
- Albert Conti : Leopold, duc d'Autriche
- Fred Malatesta : Guillaume, roi de Sicile

Acteurs non crédités
- John Carradine : Voix de Leopold d'Autriche
- Harold Goodwin : Un soldat blessé
- George MacQuarrie : Capitaine des templiers
- Jason Robards Sr. : Anquil
- Ann Sheridan : Fille d'esclave chrétienne
- Colin Tapley : Messager étranger